# مكتب الحزب النازي للسياسة الاستعمارية
مكتب الحزب النازي للسياسة الاستعمارية (Kolonialpolitisches Amt der NSDAP, K.P.A. or KPA) مكتب للحزب النازي شكل في عام 1934. كان هدفه المعلن هو صياغة خطط لإعادة الاستعمار الألماني السابق. فقد المكتب الكثير من معناه بعد بداية الحرب العالمية الثانية، وتم حله بعد الانتكاسات العسكرية الألمانية النازية عام 1943.

## التاريخ
تم إنشاء العديد من المنظمات السلف استجابة لمشكلة الاستعمار الألماني في الحزب النازي. وكان الأخير القسم الاستعماري للجناح شبه العسكري للحزب النازي، تحت القيادة المركزية تحت إشرافكتيبة العاصفة. بعد تطهير كتيبة العاصفة في ليلة السكاكين الطويلة، تمت إعادة تشكيله كمكتب سياسي استعماري في عام 1934، وعين فرانز ريتر فون إيب كرئيس له. ومنذ ذلك الحي، كانت مهمته تقديم توجيهات واضحة ومبادئ توجيهية سياسية للحزب وصحافته فيما يتعلق بكل المشاكل الاستعمارية والسياسية والاقتصادية. بالإضافة إلى ذلك، صاغ المكتب أيضًا خططًا لاستعادة المستعمرات الألمانية السابقة.
هناك مصادر قليلة حول التطور المبكر للمكتب. يقع مقره في مقر الحزب المازي في ميونيخ، ولكن تم نقل إدارة التخطيط إلى برلين في عام 1936، لتحسين التعاون مع القسم الاستعماري في وزارة الخارجية. ثم لم يكن لديها أي موارد ميزانية خاصة بها. لإعداد ميزانية مناسبة، تم تعيين العديد من مسؤولي الدولة من الحزب النازي. تولى العديد من كبار خبرائها مثل هذه الوظائف، وكان الباقي يتألف من بعض المسؤولين السياسيين الأعلى.

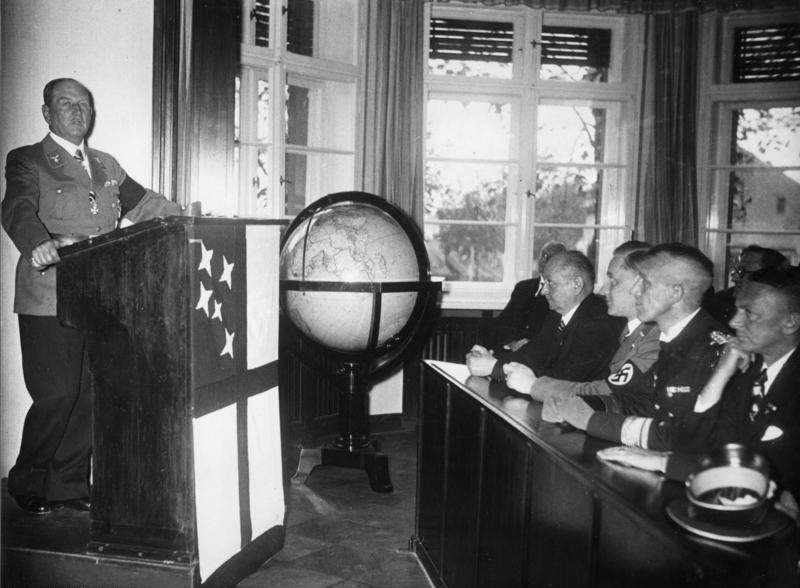
افتتاح مدرسة للاستعمار في Ladeburg-Bernau

تم رفض طلب إيب لتكليف مكتبه بدور هيئة الدولة المركزية لصياغة السياسة الاستعمارية من قبل أدولف هتلر في عام 1938. تم تمديد المهام الموكلة إليه مع ذلك. أمر هتلر فون إيب أن المكتب يجب أن يستعد لفترة جديدة من الغزو الاستعماري، وبعد ذلك يقع الاستيلاء على المستعمرات نفسها ضمن اختصاص وزارة الخارجية.
تم إنشاء مكاتب فرعية في وقت لاحق في باريس وبروكسل.

## التخطيط الاستعماري
أعد المكتب خططًا لنطاق استعماري واسع في ميتيلافريكا من غانا إلى ناميبيا ومن تشاد إلى تنزانيا. بالاشتراك مع قوات الأمن الخاصة تم تجميع طاقم مركزي للاستيلاء على المستعمرات من ألمانيا. أعدت مخططات لإنشاء القانون الاستعماري وكذلك دورات تدريبية للإداريين الاستعماريين المحتملين في المستقبل. على وجه الخصوص، وضعت أيضًا خططًا للفصل العنصري بموجب «قانون الدم الاستعماري» ( Kolonialblutzgesetz ).

## تحلل
مع نهاية الحرب العالمية الثانية وما حققه من انتصار للحلفاء على ألمانيا النازية، فقد المكتب بسرعة أي درجة من الأهمية قد يكون حصل عليها. بالفعل في بداية عام 1943، أمر هتلر بإغلاق جميع مكاتب الحزب وانتمائاته غير المرتبطة مباشرة بصيانة الحرب. جنبا إلى جنب مع رابطة مستعمرات الرايخ، تم حله أخيرًا في 17 فبراير 1943.